# Кучегэр
Кучегэ́р (бур. Хγшэгээр) — улус в Курумканском районе Бурятии. Входит в «сельское поселение «Улюнхан эвенкийское»».

## География
Расположен на речке Индихэн (левый приток Олоса, правого притока Баргузина), у подножия Баргузинского хребта, в 5 км к северо-западу от центра сельского поселения — улуса Улюнхан. Близ улуса — термальные источники и лечебные грязи.

## Население
| 2002 | 2010 |
| ---- | ---- |
| 47   | ↗48  |